# Новосилецкий, Алексей Дмитриевич
Алексей Дмитриевич Новосилецкий (10 апреля 1925 — 25 декабря 2010) — передовик советского железнодорожного транспорта, машинист локомотивного депо Хабаровск Дальневосточной железной дороги, Хабаровский край, Герой Социалистического Труда (1966).

## Биография
Родился в 1925 году в Леоно-Калитвинском районе Северо-Кавказского края в русской семье.
В 1933 году остался без попечения родителей и был направлен в детский дом. Через год его забрала старшая сестра и увезла на станцию Вяземская Уссурийской железной дороги. Завершив обучение в седьмом классе школы, пошёл учиться в Вяземское железнодорожное училище. В 1942 году получил профессию слесарь 3-го разряда и права помощника машиниста. Стал трудиться в Вяземском депо.
Во время Великой Отечественной войны Алексей Новосилецкий в составе военно-эксплуатационного отделения прошёл путь от Рославля до Берлина. Под огнём и бомбёжками, через только что наведённые мосты вместе с бригадой доставлял он на фронт продовольствие, оружие, боевую технику.
В 1945 году вернулся в Хабаровск и стал работать машинистом в Хабаровском паровозном депо. О его бригаде очень быстро заговорили как о дружном, подающем надежды коллективе. Он старался и брался за проведение по участкам поездов, превышающих установленный нормой вес. Утверждал, что на дороге все поезда должны быть весом не менее 2000 тонн. Он сумел довести массу поезда до 2700 тонн и успешно эксплуатировал такой состав, тем самым перевозя значительно больше грузов. 
Указом Президиума Верховного Совета СССР от 4 августа 1966 года за достижение высоких показателей в производстве и строительстве объектов Петру Павловичу Николаеву было присвоено звание Героя Социалистического Труда с вручением ордена Ленина и медали «Серп и Молот».
Был машинистом-наставником депо в котором трудилось более ста человек.
Находясь на пенсии работал в ветеранских организациях, помогал бывшим работникам отрасли.
Проживал в городе Хабаровске. Умер 25 декабря 2010 года.

## Награды
За трудовые успехи был удостоен:
- золотая звезда «Серп и Молот» (04.08.1966)
- орден Ленина (04.08.1966)
- Орден Октябрьской Революции (04.03.1976)
- Медаль "За трудовую доблесть" (1956)
- Медаль "За трудовое отличие" (11.09.1954)
- другие медали.
- Почётный железнодорожник (17.04.1968).